# Kiyama-Shōhei-Literaturpreis
Der Kiyama-Shōhei-Literaturpreis (jap. 木山捷平文学賞, Kiyama Shōhei Bungakushō, kurz auch: Kiyama-Preis) wurde von 1997 bis einschließlich 2005 alljährlich von der Stadt Kasaoka im Andenken an den dort geborenen Schriftsteller Kiyama Shōhei und zur Förderung der Literatur vergeben. Ausgezeichnet wurden Dichter und Schriftsteller der sogenannten reinen Literatur (純文学), deren Werk sich durch Originalität und Humor auszeichnet. Seit 2006 wird anstelle des Kiyama-Shōhei-Literaturpreises alljährlich der mit einer Mio. Yen dotierte Kiyama-Shōhei-Preis für Debütanten der erzählenden Literatur (木山捷平短編小説賞, Kiyama Shōhei tanpenshōsetsushō) ausgelobt.

## Preisträger
- 1997 Saeki Kazumi für Tōki yama ni hi wa ochite (遠き山に日は落ちて)
- 1998 Okamatsu Kazuo für Tōge no sumika (峠の棲家)
- 1999 Yū Miri für Gold Rush (ゴールドラッシュ)
- 2000 Medoruma Shun für Mabuigumi (魂込め)
- 2001 Satō Yōjirō für Igirisu-yama (イギリス山)
- 2002 Hiraide Takashi für Neko no kyaku (猫の客)
- 2003 Kohiyama Haku für Hikaru daisetsu (光る大雪)
- 2004 Horie Toshiyuki für Yukinuma to sono shūhen (雪沼とその周辺)
- 2005 Matsuura Hisaki für Ayame karei hikagami (あやめ　鰈　ひかがみ)

## Mitglieder des Auswahlkomitees
- Kawamura Minato
- Akiyama Shun
- Miura Tetsuo

## Preisträger des Tanpenshōsetsushō
- 2006 	Ushiyama Kimiko für Saishū basu (最終バス)
- 2007 	Kinoshita Kunishige für Marujāna no chie (マルジャーナの知恵)
- 2008 	Konno Mamiko für Senaka no kizu (背中の傷)[3]

## Anmerkung
1. ↑  Der Begriff "shōsetsu" wird üblicherweise mit Roman übersetzt, wobei "tanpen" angibt, dass es sich um einen kurzen Roman handelt. Die formale Trennung dieser kurzen Romanform von verwandten Formen, wie der Erzählung, Kurzgeschichte etc. ist meist schwierig. Die Ausschreibungsbedingungen sehen vor, dass das eingereichte Werk maximal 50 Seiten eines Standard-Genkō yōshi (mit je 400 Zeichen) umfassen darf.